# Saimiri sciureus cassiquiarensis
El mono ardilla de Humboldt (Saimiri sciureus cassiquiarensis) es una subespecie de primate, nativa del noroeste de Brasil; el sureste de Colombia; el sur de Venezuela

## Descripción
El cuerpo con la cabeza del alcanza 25 a 37 cm de longitud en el macho y hasta 34 cm en la hembra; la cola 38 a 45 cm de largo en el macho y hasta 43 cm en la hembra; pesa entre 550 y 1.200 g. Presenta corona de color castaño oscuro; antifaz blanco, línea preauricular y vibrisas negras; banda nucal usualmente más pálida que la corona y espalda, apareciendo como un collar débilmente contrastante; hombros color castaño brillante; espalda color rufo rojizo; brazos, abdomen y muslos grisáceos ferruginosos; patas y brazos anaranjados amarillentos.

## Distribución y hábitat
Vive en las selvas de la cuenca del río Negro, en el noroeste de la Amazonia ; en el Casiquiare y en el alto Orinoco.

## Taxonomía
Basados en el análisis filogenético algunos expertos consideran que debería reconocerse una especie diferente Saimiri cassiquiarensis, que incluiría este taxón y además, S. s. albigena y parte de los especímenes catalogados como S. c. macrodon. S. s. cassiquiarensis es un taxón monofilético, como también S. s. albigena, pero S .s. macrodon es polifilético: los ejemplares de suroeste de Colombia están más cerca de S. s. albigena; los del occidente de Brasil más cerca de S. s. cassiquiarensis; y el resto forman un taxón hermano de los otras dos considerados como subespecies.